# Кизилординска област
Кизилординска област (каз. Қызылорда облысы, рус. Кызылординская область) се налази на јужном делу Казахстана. Главни град области је Кизилорда. Број становника области је 727.990 по попису из 2013.